# Umělecké studio (divadlo)
Umělecké studio, byla divadelní scéna založená v roce 1926 režisérem Vladimírem Gamzou.

## Založení divadla
Režisér Vladimír Gamza založil toto avantgardní studio v roce 1926 a shromáždil osmičlenný divadelní soubor. Při provozování divadla využil svých zkušenosti z krátkého působení v Divadle na Vinohradech, v brněnském Národním divadle a z putovní divadelní společnosti České studio (založena v Brně v roce 1924 Gamzou a Josefem Bezdíčkem pod patronací Jiřího Mahena, zaniklo v roce 1925). Pro Umělecké studio pronajal Gamza Uměleckou besedu na Malé straně v Praze a divadlo zahájilo činnost premiérou hry Dětský karneval dne 13. října 1926.

## Zaměření divadla, soubor
Gamza se hlásil ke stylu Moskevského uměleckého divadla a k režiím J. B. Vachtangova. Styl uplatňovaný v divadle lze charakterizovat jemnou hravou lyričností, dušezpytnými zámlkami, symbolickými snovými melancholickými stavy a hlubinnou psychologií s ironickými tóny. Postavy byly duševně propracované a inscenacím vládla přísná kolektivní souhra. V divadle působili kromě Vladimíra Gamzy herci Ilona Kubásková, Světla Svozilová, Emilie Hráská, Viktor Očásek, Bohuš Záhorský, Václav Trégl a Ladislav Boháč. Divadlo bylo řízeno kolektivně, herci měli právo žádat o režírování her. Kromě herců v divadle z finančních důvodů nikdo další nepůsobil, všechny potřebné činnosti vykonávali sami herci.

## Zánik divadla
Poslední premiérou byla Shakespearova hra Večer tříkrálový v Gamzově režii dne 18. dubna 1927. V květnu pak divadlo ukončilo činnost z finančních důvodů. Po ukončení činnosti divadla odešel Vladimír Gamza do pražského Národního divadla.

## Repertoár divadla, výběr
- 1926 Saint-Georges de Bouhélier: Dětský karneval, režie Vladimír Gamza
- 1926 Alexandr A. Blok: Růže a kříž, režie Vladimír Gamza
- 1926 Marcel Achard: Chcete se mnou hrát?, režie Josef Schettina
- 1926 Fred Bérence: Rodinná fantazie
- 1926 Charles Dickens: Cvrček u krbu, režie Vladimír Gamza
- 1927 Molière: Škola manželů, režie Vladimír Kolátor
- 1927 N. V. Gogol: Ženitba, režie Vladimír Gamza
- 1927 G. B. Shaw: Candida, režie Emilie Hráská
- 1927 H. Berger: Potopa, režie Vladimír Gamza
- 1927 William Shakespeare: Večer tříkrálový aneb Dvanáctá noc aneb Jak chcete, režie Vladimír Gamza

## Citát
| „                | Dlouho jsme spolu seděli ve Slavii; Gamza mi nastínil smělé plány, které měl s divadlem v Praze. Bude se hrát v Umělecké besedě; nejprve jen ve středu a v neděli, ale později se přejde na pravidelná denní představení. Divadlo se bude jmenovat "Umělecké studio". Dozvěděl jsem se také dramaturgický plán – vyslechl jsem jej s očima navrch hlavy. Členy divadla bude jen několik herců, s větším množstvím se nedalo počítat nejen pro velmi omezený zdroj financí, ale i pro omezené rozměry jeviště, kde se mohly uvádět jen komorní hry. | “ |
| — Ladislav Boháč | |   |

## Osobnosti českého divadla o Uměleckém studiu
Ladislav Boháč
- Pak přišlo Umělecké studio Vladimíra Gamzy a poznamenalo mě na celý život. Bylo mým štěstím i neštěstím. Všechno jsem jím potom už poměřoval, proto se mi jinde pracovalo tak těžce[9].